# Línea 518 (Interurbanos Madrid)
La línea 518 de la red de autobuses interurbanos de Madrid une el intercambiador de Príncipe Pío (Madrid) con Villaviciosa de Odón.

## Características
Esta línea une Madrid con Villaviciosa de Odón, estableciendo su cabecera en la urbanización El Bosque.
Está operada por Arriva Madrid mediante la concesión administrativa VCM-501 - Madrid – Batres (Viajeros Comunidad de Madrid) del Consorcio Regional de Transportes de Madrid.
Desde el miércoles 15 de enero de 2025, la línea se vio modificada como consecuencia del soterramiento del Paseo de Extremadura, acortando su recorrido hasta Cuatro Vientos, donde los autobuses del corredor 5 tendrán su cabecera provisional mientras duren las obras.

### Frecuencias
| Lunes a viernes laborables lectivos (1 sept. - 31 julio)             |                    |
| De 6:50 a 8:40                                                       | cada 5-10 minutos  |
| De 8:40 a 22:30                                                      | cada 8-10 minutos  |
| De 22:30 a 23:45                                                     | cada 15 minutos    |
| A 0:05* - 0:30*                                                      |                    |
| Lunes a viernes laborables no lectivos (1 sept. - 31 julio)          |                    |
| A 6:50 - 7:00 - 7:10                                                 |                    |
| De 7:27 a 21:52                                                      | cada 10-15 minutos |
| A 22:10 - 22:20 - 22:35 - 23:00 - 23:30 - 24:00 - 0:30*              |                    |
| Lunes a viernes laborables (Agosto)                                  |                    |
| De 6:50 a 22:30                                                      | cada 20 minutos    |
| A 22:45 - 23:15 - 23:45 - 0:30*                                      |                    |
| Sábados laborables, domingos y festivos (1 sept. - 31 julio)         |                    |
| A 6:40                                                               |                    |
| De 6:50 a 22:30                                                      | cada 20 minutos    |
| A 22:45 - 23:15 - 23:45 - 0:30* - 0:45**                             |                    |
| Sábados laborables, domingos y festivos (Agosto)                     |                    |
| De 6:45 a 23:45                                                      | cada 30 minutos    |
| A 0:30*                                                              |                    |
| *Salen del paseo de la Virgen del Puerto / **Sólo sábados laborables |                    |

| Lunes a viernes laborables lectivos (1 sept. - 31 julio)             |                    |
| De 5:50 a 21:30                                                      | cada 8-10 minutos  |
| De 21:30 a 23:00                                                     | cada 15 minutos    |
| A 23:30* - 23:45*                                                    |                    |
| Lunes a viernes laborables no lectivos (1 sept. - 31 julio)          |                    |
| De 5:50 a 21:45                                                      | cada 10-15 minutos |
| A 22:15 - 22:45 - 23:15 - 23:45*                                     |                    |
| Lunes a viernes laborables (agosto)                                  |                    |
| De 6:00 a 22:00                                                      | cada 20 minutos    |
| A 22:30 - 23:00 - 23:45*                                             |                    |
| Sábados laborables, domingos y festivos (1 sept. - 31 julio)         |                    |
| De 6:00 a 22:00                                                      | cada 20 minutos    |
| A 22:30 - 23:00 - 23:30** - 23:45*                                   |                    |
| Sábados laborables, domingos y festivos (agosto)                     |                    |
| De 6:00 a 23:00                                                      | cada 30 minutos    |
| A 23:45*                                                             |                    |
| *Llegan al paseo de la Virgen del Puerto / **Sólo sábados laborables |                    |

## Recorrido y paradas
NOTA: Debido a las obras de soterramiento de la autovía A-5, las paradas sombreadas en rojo se encuentran fuera de servicio, desde el 15 de enero de 2025 hasta fin de obras.

### Sentido Villaviciosa de Odón
| Código                                                     | Parada                                           | Común con                                                                                         | Conexiones con Metro y Cercanías | Municipio            | Zona |
| ---------------------------------------------------------- | ------------------------------------------------ | ------------------------------------------------------------------------------------------------- | -------------------------------- | -------------------- | ---- |
| 17051                                                      | Intercambiador de Príncipe Pío (dársena 18)      |                                                                                                   | Príncipe Pío                     | Madrid               |      |
| Cabecera de las expediciones que salen desde la superficie |                                                  |                                                                                                   |                                  |                      |      |
| 607                                                        | Virgen del Puerto - Campo del Moro               | 511 513 516 545 N504 N505 N808                                                                    | Príncipe Pío                     | Madrid               |      |
| Paradas del itinerario normal                              |                                                  |                                                                                                   |                                  |                      |      |
| 881                                                        | Paseo de Extremadura-El Greco                    | 36 39 65 511 512 513 514 516 521 522 523 524 525 528 534 538 539 541 545 546 547 548 551 581      |                                  | Madrid               |      |
| 892                                                        | Campamento                                       | 36 39 495 511 512 513 514 516 521 522 523 524 525 528 534 538 539 541 545 546 547 548 551 573 581 | Campamento                       | Madrid               |      |
| 50052                                                      | P.º Extremadura - Cuatro Vientos                 | 495 511 512 513 514 516 517 521 522 523 524 525 528 534 538 539 551 560 581                       | Cuatro Vientos                   | Madrid               |      |
| 08376                                                      | Ctra. A5 - Museo del Aire y del Espacio          | 511 512 513 514 516 517 521 522 523 524 525 528 534 538 539 560                                   |                                  | Madrid               |      |
| 08467                                                      | Av. San Martín de Valdeiglesias - Uruguay        | 516 581                                                                                           |                                  | Alcorcón             |      |
| 08468                                                      | Av. San Martín de Valdeiglesias - Paraguay       | 516 581                                                                                           |                                  | Alcorcón             |      |
| 08469                                                      | Av. S. Martín Valdeiglesias - C. C. Tres Aguas   | 510 510B 551 581 3                                                                                |                                  | Alcorcón             |      |
| 19916                                                      | Av. San Martín de Valdeiglesias - Autocaravanas  | 510 510B 3                                                                                        |                                  | Alcorcón             |      |
| 19914                                                      | Av. San Martín de Valdeiglesias - Polígono       | 510 510B 3                                                                                        |                                  | Alcorcón             |      |
| 08901                                                      | Av. Castillo de Villaviciosa - Urb. Campodón     | 510B                                                                                              |                                  | Villaviciosa de Odón |      |
| 05916                                                      | Ctra. M506 - Pol. Ind. Puerto Navafría           | 510B                                                                                              |                                  | Villaviciosa de Odón |      |
| 11290                                                      | Ctra. M501 - Urb. Castillo de Villaviciosa       | 510B                                                                                              |                                  | Villaviciosa de Odón |      |
| 10572                                                      | Av. Príncipe Asturias - Manuel Gutiérrez Mellado | 510 510B 567                                                                                      |                                  | Villaviciosa de Odón |      |
| 10570                                                      | Av. Príncipe Asturias - Vicente Blasco Ibáñez    | 510 510B 567                                                                                      |                                  | Villaviciosa de Odón |      |
| 10568                                                      | Av. Príncipe Asturias - Supermercado             | 510 510B 567 581                                                                                  |                                  | Villaviciosa de Odón |      |
| 08917                                                      | Av. Príncipe Asturias - Centro Cultural          | 510 510B 519 519A 567                                                                             |                                  | Villaviciosa de Odón |      |
| 08913                                                      | Av. Príncipe Asturias - Pelícano                 | 510 510B 519 519A 567 581                                                                         |                                  | Villaviciosa de Odón |      |
| 10566                                                      | Av. Príncipe Asturias - Bispo                    | 510 510B 519 519A 567                                                                             |                                  | Villaviciosa de Odón |      |
| 11352                                                      | Av. Príncipe Asturias - Av. Naciones             | 510 510B 519 519A 567 581                                                                         |                                  | Villaviciosa de Odón |      |
| 13299                                                      | Av. Príncipe Asturias - Av. Vaillo               | 510 510B 519 519A 567                                                                             |                                  | Villaviciosa de Odón |      |
| 13133                                                      | Tajo - Universidad                               | 510 510A 519 VAC-246                                                                              |                                  | Villaviciosa de Odón |      |
| 13134                                                      | Tajo - Miño                                      | 510 510A 519                                                                                      |                                  | Villaviciosa de Odón |      |
| 13136                                                      | Tajo - Trva. Tajo                                |                                                                                                   |                                  | Villaviciosa de Odón |      |
| 13138                                                      | Tajo - Duero                                     |                                                                                                   |                                  | Villaviciosa de Odón |      |
| 13139                                                      | Duero - Centro Comercial                         | 519                                                                                               |                                  | Villaviciosa de Odón |      |
| 13140                                                      | Tera - Centro Comercial                          | 519                                                                                               |                                  | Villaviciosa de Odón |      |

### Sentido Madrid (Príncipe Pío)
| Código                                                     | Parada                                          | Común con                                                                                  | Conexiones con Metro y Cercanías | Municipio            | Zona |
| ---------------------------------------------------------- | ----------------------------------------------- | ------------------------------------------------------------------------------------------ | -------------------------------- | -------------------- | ---- |
| 13140                                                      | Tera - Centro Comercial                         | 519                                                                                        |                                  | Villaviciosa de Odón |      |
| 08403                                                      | Duero - Tajo                                    | 510                                                                                        |                                  | Villaviciosa de Odón |      |
| 13137                                                      | Tajo - Trva. Tajo                               |                                                                                            |                                  | Villaviciosa de Odón |      |
| 13135                                                      | Tajo - Miño                                     | 510 519                                                                                    |                                  | Villaviciosa de Odón |      |
| 10574                                                      | Tajo - Universidad                              | 510 510B 519 VAC-246                                                                       |                                  | Villaviciosa de Odón |      |
| 13298                                                      | Av. Príncipe Asturias - Av. Vaillo              | 510 510A 510B 519 519A 567                                                                 |                                  | Villaviciosa de Odón |      |
| 11353                                                      | Av. Ppe. Asturias - Av. Concordia               | 510 510A 510B 519 519A 567                                                                 |                                  | Villaviciosa de Odón |      |
| 10565                                                      | Av. Ppe. Asturias - Servicios Sociales          | 510 510A 510B 519 519A 567                                                                 |                                  | Villaviciosa de Odón |      |
| 19012                                                      | Av. Ppe. Asturias - Centro de Salud             | 510 510A 510B 519 519A 567                                                                 |                                  | Villaviciosa de Odón |      |
| 08916                                                      | Av. Ppe. Asturias - Centro Cultural             | 510 510A 510B 519 519A 567                                                                 |                                  | Villaviciosa de Odón |      |
| 10569                                                      | Av. Príncipe Asturias - Supermercado            | 510 510B 567 581                                                                           |                                  | Villaviciosa de Odón |      |
| 10571                                                      | Av. Príncipe Asturias - Vicente Blasco Ibáñez   | 510 510B 567                                                                               |                                  | Villaviciosa de Odón |      |
| 10573                                                      | Av. Príncipe Asturias - Centro Comercial        | 510 510B 567                                                                               |                                  | Villaviciosa de Odón |      |
| 08904                                                      | Ctra. M506 - Pol. Ind. Las Nieves               | 510B                                                                                       |                                  | Villaviciosa de Odón |      |
| 05470                                                      | Ctra. M506 - Pol. Ind. Puerto Navafría          | 510B                                                                                       |                                  | Villaviciosa de Odón |      |
| 08898                                                      | Ctra. M506 - Urb. Campodón                      | 510B                                                                                       |                                  | Villaviciosa de Odón |      |
| 19915                                                      | Av. San Martín de Valdeiglesias - Polígono      | 510 510B 551                                                                               |                                  | Alcorcón             |      |
| 19917                                                      | Av. San Martín de Valdeiglesias - Autocaravanas | 510 510B 3                                                                                 |                                  | Alcorcón             |      |
| 09364                                                      | Argentina - C. C. Tres Aguas                    | 510 510B 551 581 3                                                                         |                                  | Alcorcón             |      |
| 08377                                                      | Ctra. A5 - Museo del Aire y del Espacio         | 511 512 513 514 516 517 521 522 523 524 525 528 534 538 539 560                            |                                  | Madrid               |      |
| 08464                                                      | P.º Extremadura - Cuatro Vientos                | 495 511 512 513 514 516 517 521 522 523 524 525 528 534 538 539 551 560 581                | Cuatro Vientos                   | Madrid               |      |
| 893                                                        | Campamento                                      | 39 495 511 512 513 514 516 521 522 523 524 525 528 534 538 539 541 545 546 547 548 551 581 | Campamento                       | Madrid               |      |
| 885                                                        | Surbatán                                        | 36 39 511 512 513 514 516 521 522 523 524 525 528 534 538 539 541 545 546 547 548 551 581  |                                  | Madrid               |      |
| Terminal de las expediciones que terminan en la superficie |                                                 |                                                                                            |                                  |                      |      |
| 607                                                        | Virgen del Puerto - Campo del Moro              | 511 513 516 545 N504 N505 N808                                                             | Príncipe Pío                     | Madrid               |      |
| Terminal del itinerario normal                             |                                                 |                                                                                            |                                  |                      |      |
| 17051                                                      | Intercambiador de Príncipe Pío (dársena 18)     |                                                                                            | Príncipe Pío                     | Madrid               |      |